# András Gyürk

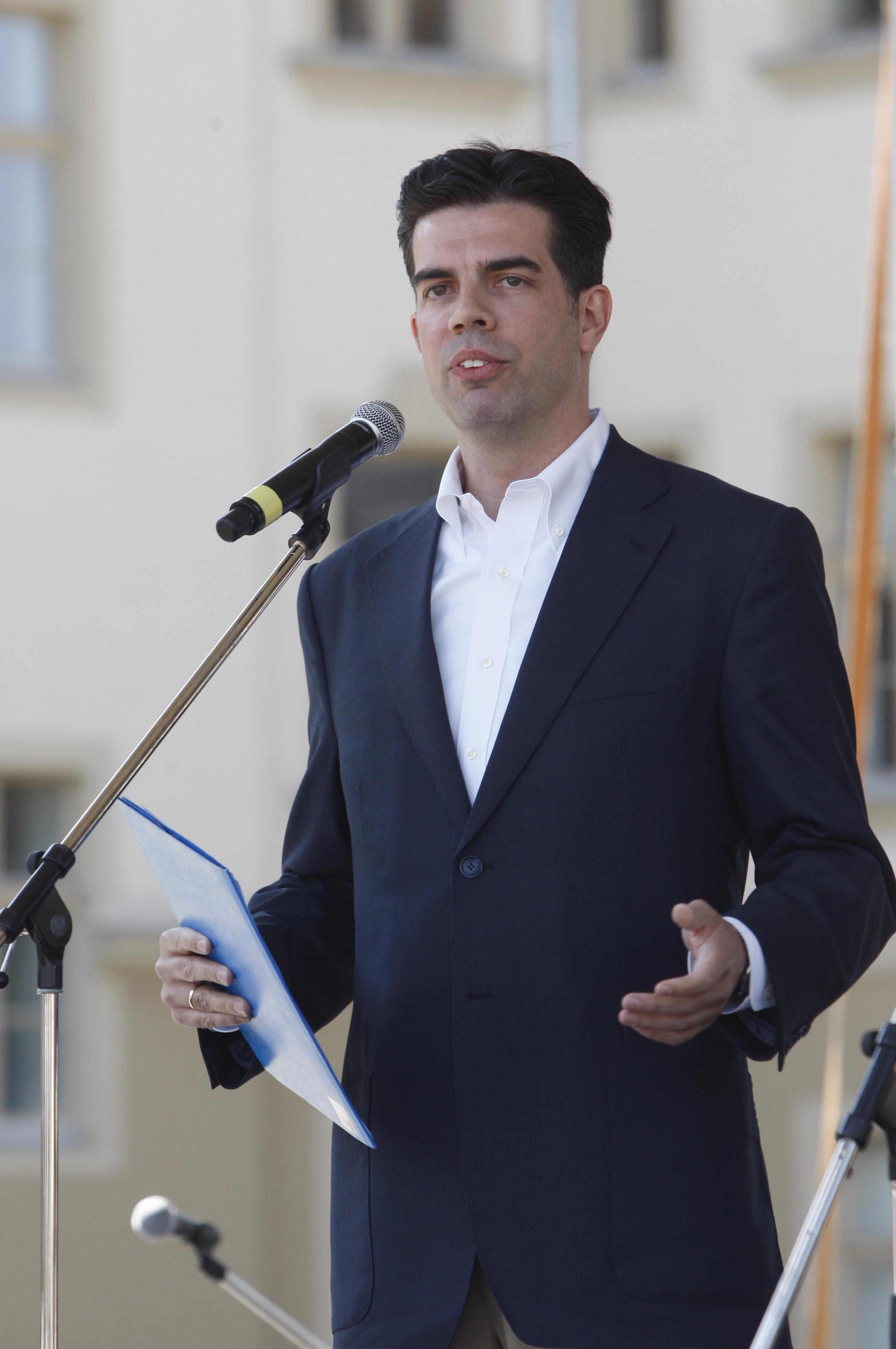
András Gyürk, 2011

András Gyürk (* 2. Dezember 1972 in Budapest) ist ein ungarischer Politiker der Fidesz – Ungarischer Bürgerbund, 

## Leben
Gyürk studierte Geschichte an der Eötvös-Loránd-Universität in Budapest. Von 1998 bis 2004 war Gyürk Abgeordneter im Ungarischen Parlament. Seit 2004 ist Gyürk Abgeordneter im Europäischen Parlament.
Im EU-Parlament ist Gyürk Mitglied im Ausschuss für Industrie, Forschung und Energie, in der Delegation in den Ausschüssen für parlamentarische Kooperation EU-Armenien, EU-Aserbaidschan und EU-Georgien und in der Delegation in der Parlamentarischen Versammlung EURO-NEST.
Gyürk ist verheiratet und hat zwei Kinder.